# 우시오촌 (효고현)
우시오촌(潮村)은 효고현 쓰나군에 있던 촌이다. 현재의 스모토시 스모토강 하구(우야마 1초메-우야마 3초메, 우야마, 토치구치 1초메-토치구치 2초메, 토치구치, 시오야 2초메-시오야 3초메)와 시오야 1초메 왼쪽에 해당한다.

## 역사
- 1889년 4월 1일 - 정촌제 시행에 의해 쓰나군 우시오촌이 성립하였다.
- 1909년 1월 1일 - 구 스모토정, 모노베촌과 합병해, 잇사이촌이 성립하여, 동일 구와바라촌은 폐지되었다.

## 교통

### 철도
- 아와지 교통
  - 아와지 교통선

## 참고문헌
- 가도카와 일본지명대사전 28 효고현